# Йов (Княгиницький)
Іов Княгиницький (також Іов Манявський, світське ім'я — Іван; близько 1550 — 30 грудня 1621) — церковно-освітній діяч західних земель Київської Руси-України.

## Життєпис
Відомостей про його життя збереглося дуже мало. Преподобний народився у Тисмениці (нині Івано-Франківська область). Освіту здобув у монастирській школі в Уневі (нині Львівська область) та Острозі. Деякий час був викладачем Острозької школи. В молоді роки двічі відвідав Афон. Довгий час жив у одному з Афонських монастирів, прийняв постриг під іменем Ізикіїла. Після повернення реорганізував ряд православних монастирів в Україні. В 1606 році заснував біля села Маняви (нині Богородчанський район Івано-Франківської області) монастир Манявський скит. Підтримував дружні стосунки з Іваном Вишенським, Захарієм Копистенським та іншими церковними діячами. До Княгиницького зверталися як до авторитету у справах чистоти віри (відоме звернення Кирила Транквіліона-Ставровецького).
Житіє Іова Княгиницького було складене орієнтовно між 1623 та 1628 роками Ігнатієм з Любарова.

## Творчі набутки
Із праць Іова Княгиницького до його нащадків дійшли:
- «Извещение краткое о латинских прелестях» — написано, імовірно, в Острозі між 1593 і 1596 роках.
- «Письмо основателя Скитской обители схимонаха Іова ієромонаху Кириллу Транквіліону, заключающее в себе критический разборъ составленного последним "Исповедания вірой" от 23 августа 1619» — на твір К. Транквіліона-Ставровецького «Зерцало богословії».[2]

## Канонізація

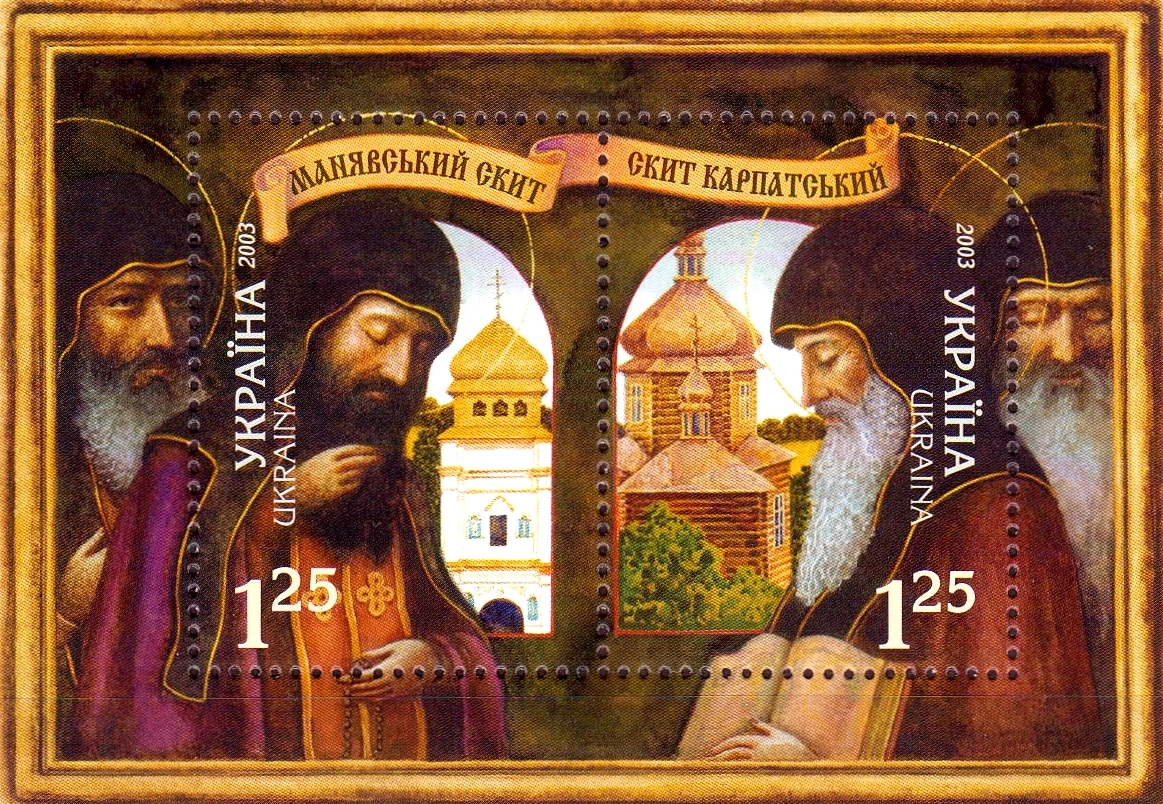
Іов і Феодосій Манявські. Поштова марка, 2003 р.

У 1994 році Священний Синод Української Православної Церкви затвердив чествувати пам'ять преподобного Іова (Княгиницького) і причислив його до лику місцево-шанованих святих.
15 липня 2004 року Помісний Собор Української Православної Церкви Київського Патріархату приєднав преподобних Іова і Феодосія Манявських до лику святих для загального церковного вшанування і вніс їхні імена в Православний церковний календар. Їхні мощі зберігаються у Воздвиженській соборній церкві.